# Semmelweis Egyetem Arc-Állcsont-Szájsebészeti és Fogászati Klinika
A Semmelweis Egyetem Arc-Állcsont-Szájsebészeti és Fogászati Klinikája, korábban latinosan Stomatológiai Klinika egy nagy múltú budapesti egészségügyi intézmény.

## Története
A józsefvárosi belső klinikai tömbben, a Mária utca 52. szám alatt elhelyezkedő kórház létrejöttéről 1906-ban született döntés, épületét pedig 1907 és 1909 között húzták fel Kauser József tervei szerint a Vallás és Közoktatásügyi Minisztérium által biztosított 290 000 koronás hitelkeretből. A kórház berendezése 105 319 koronába került. Az intézmény jelenleg is működik arc-, állcsont-, szájsebészeti-, dentoalveolaris sebészeti-, fogsebészeti-, és röntgenosztályokkal.

## Képtár

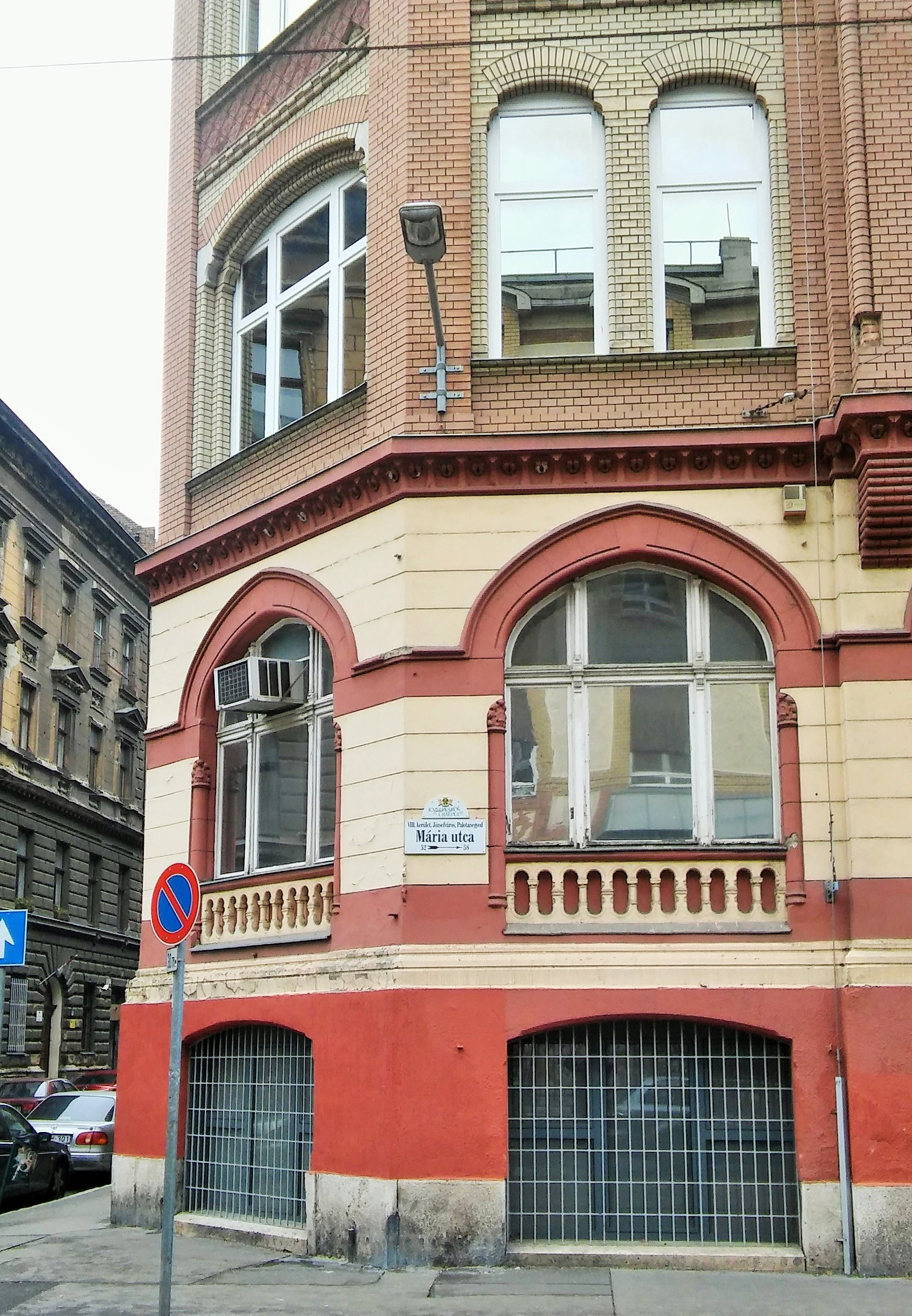
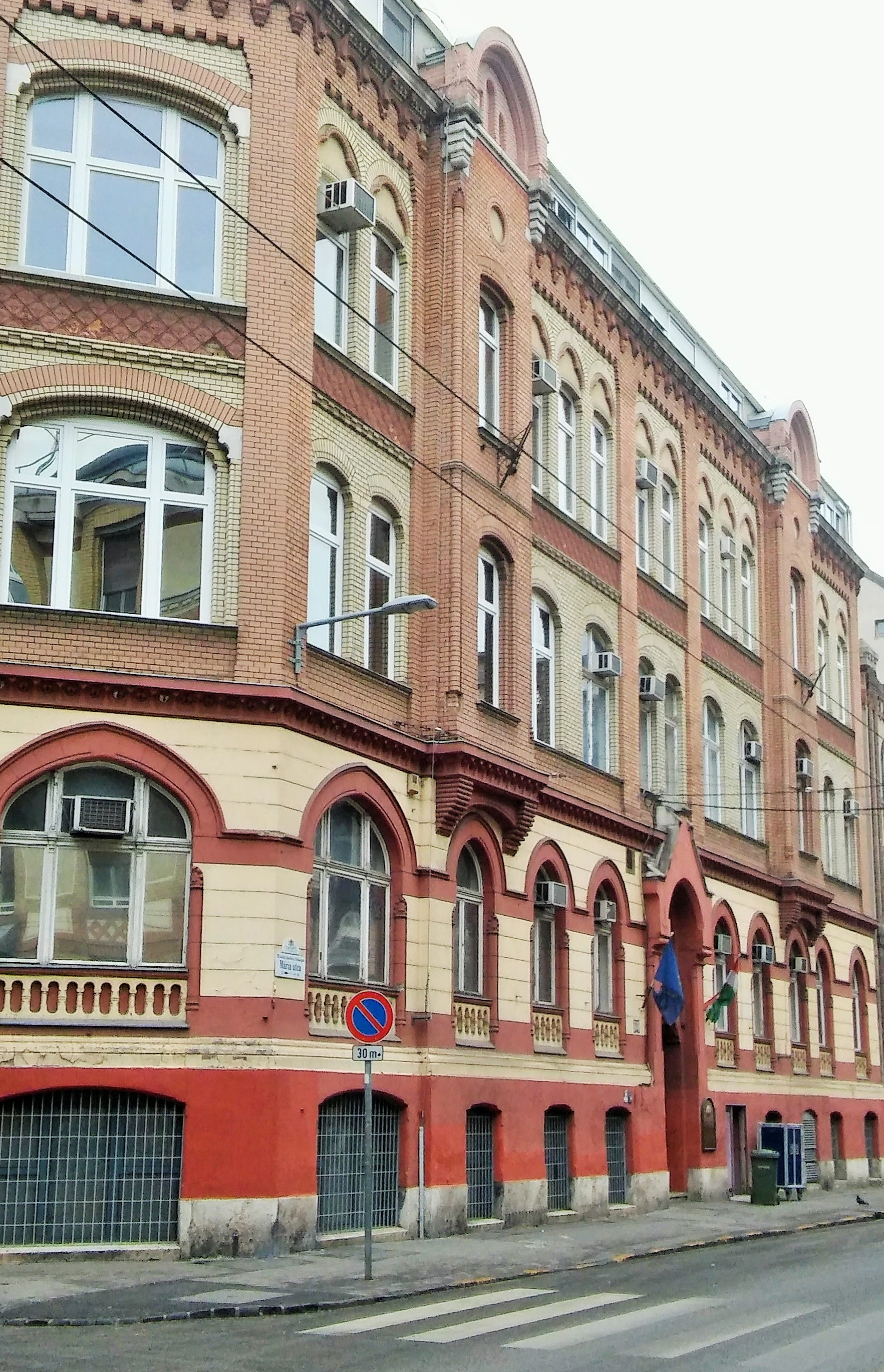
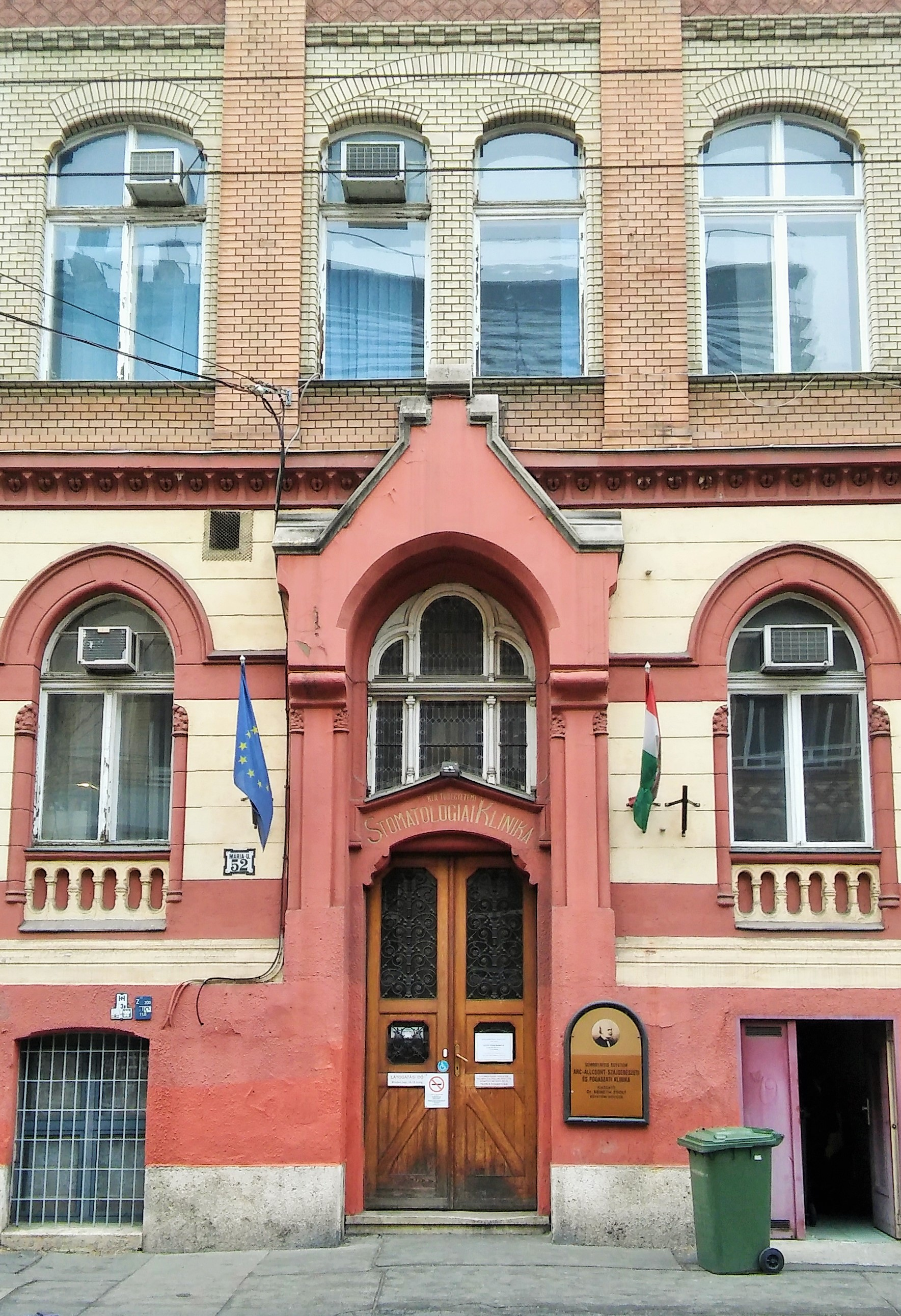
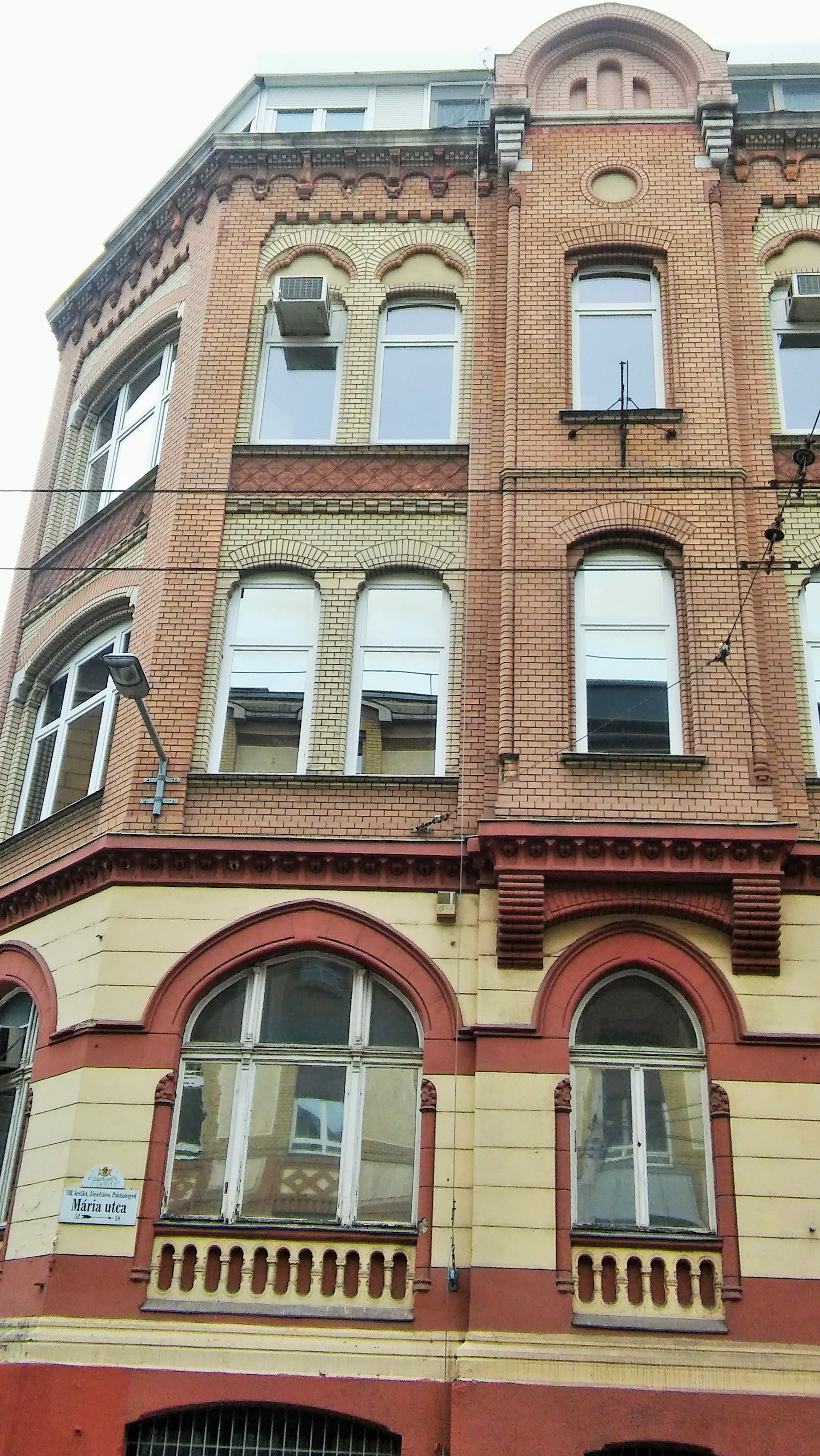
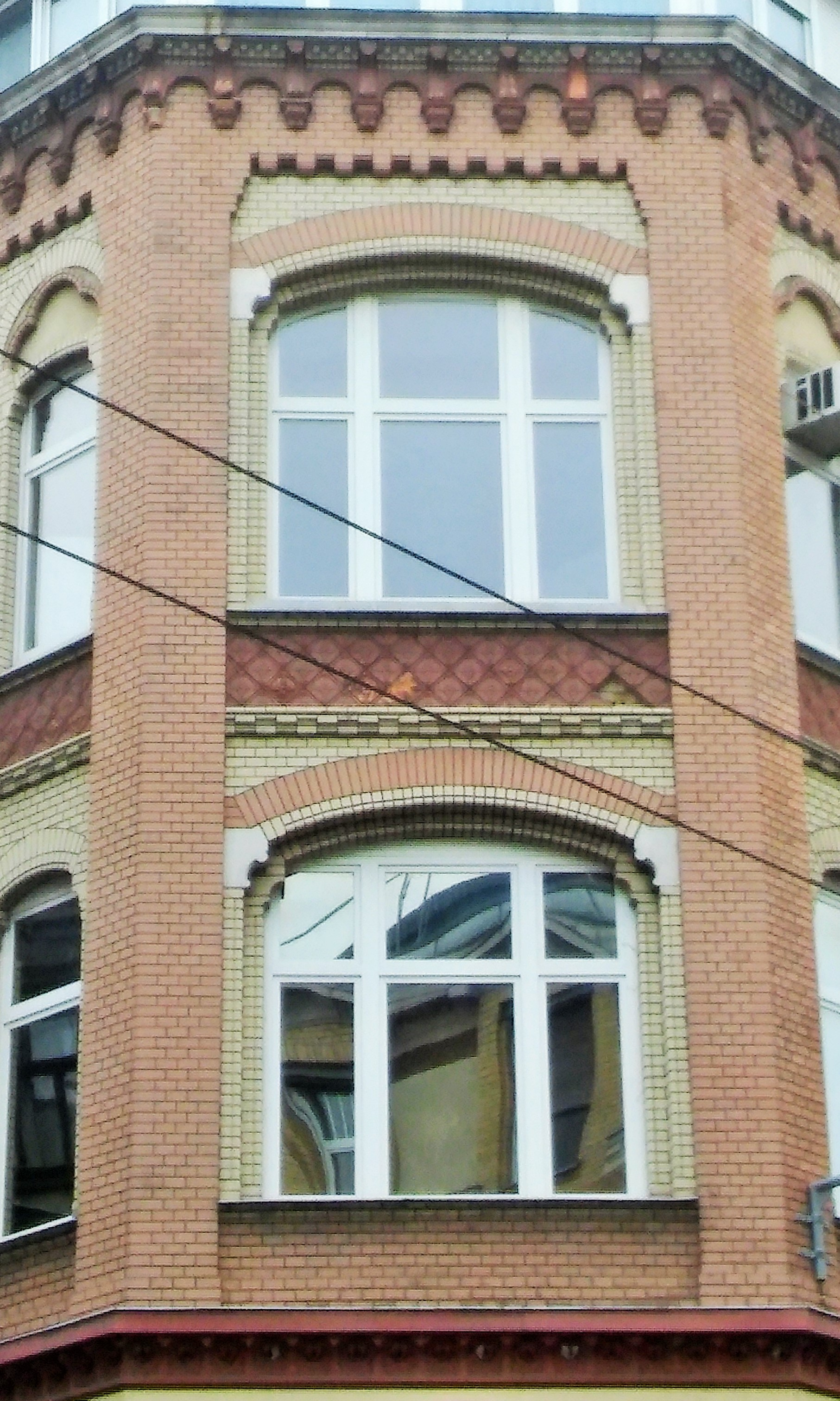
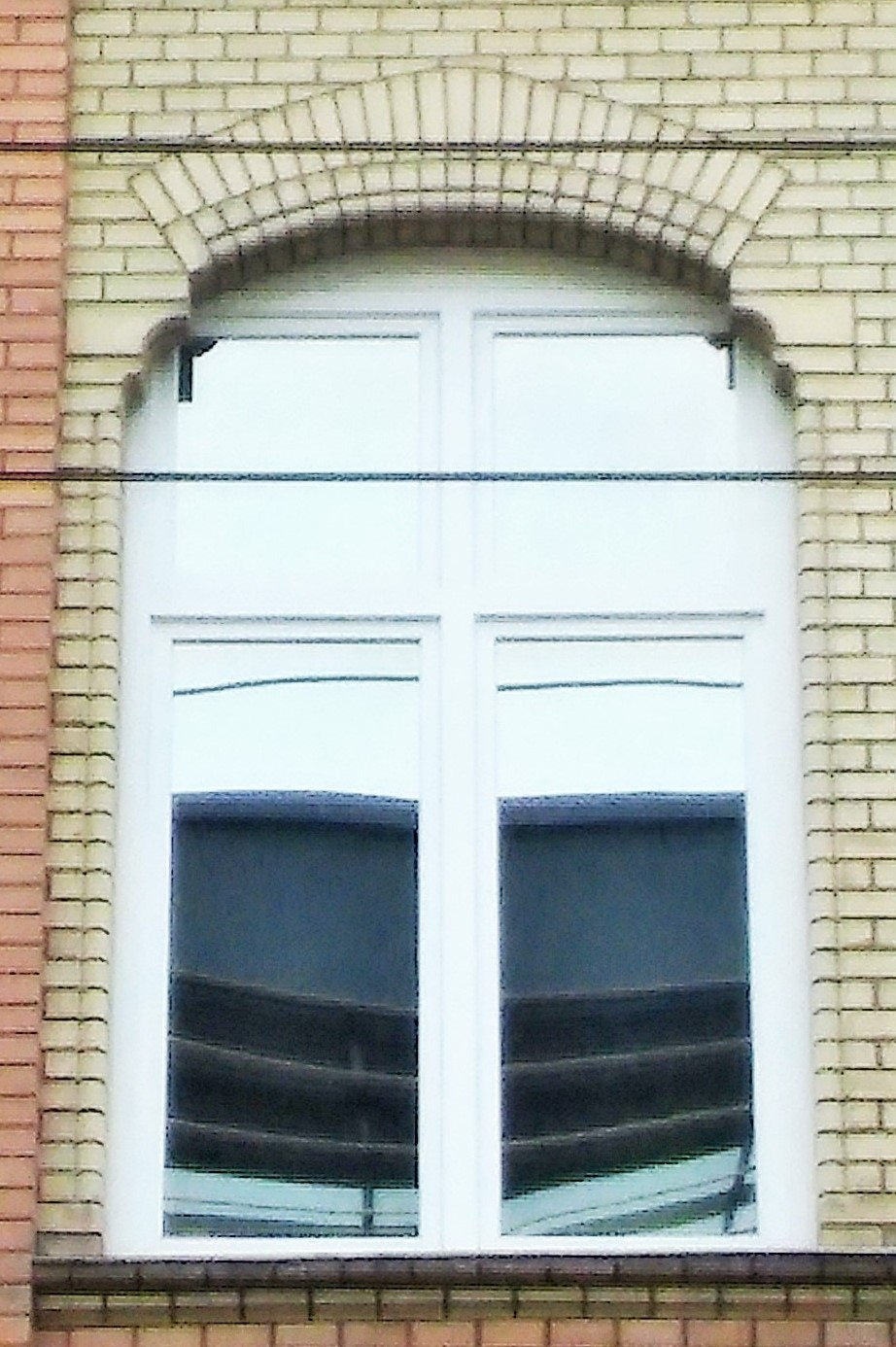
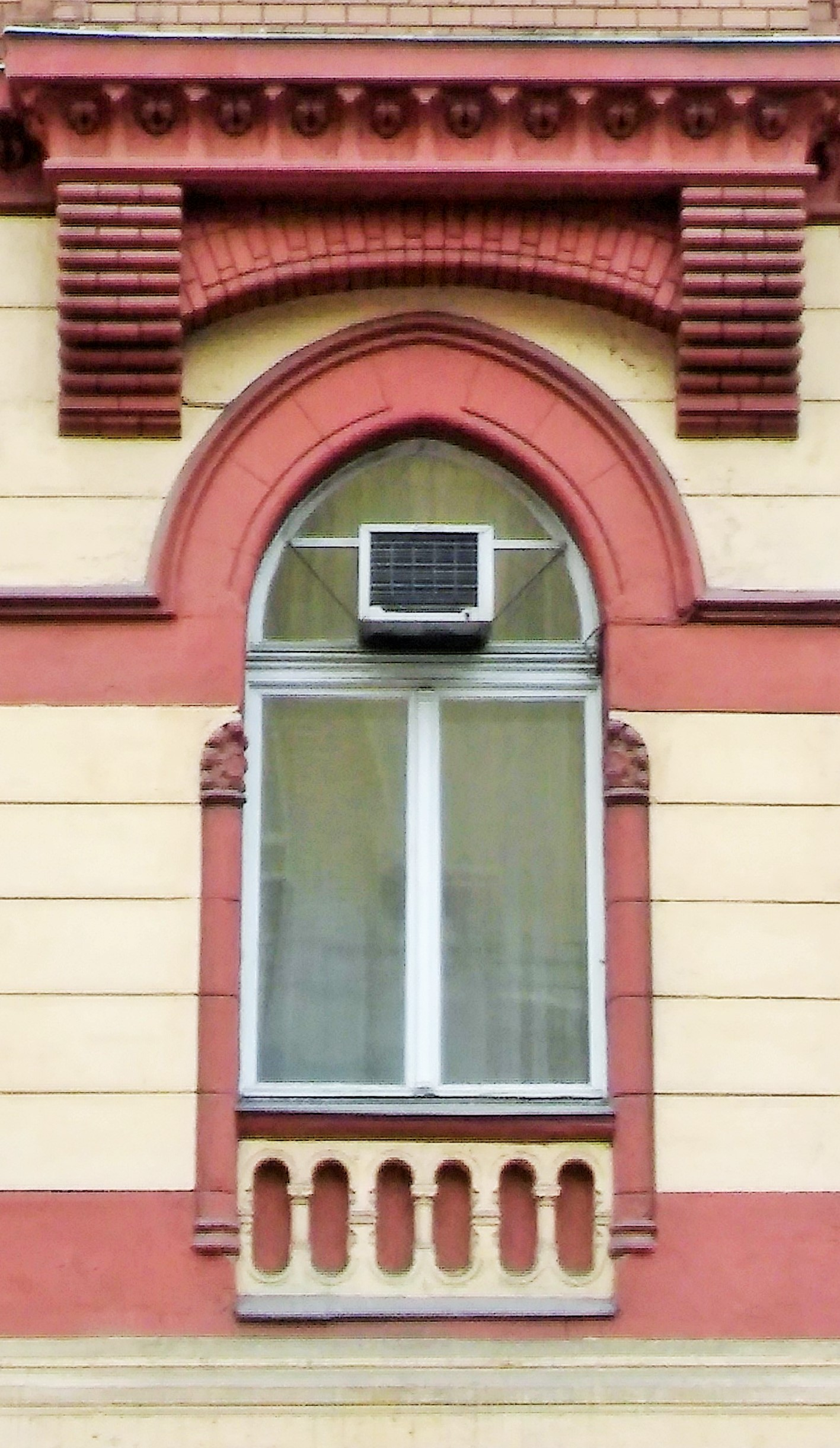
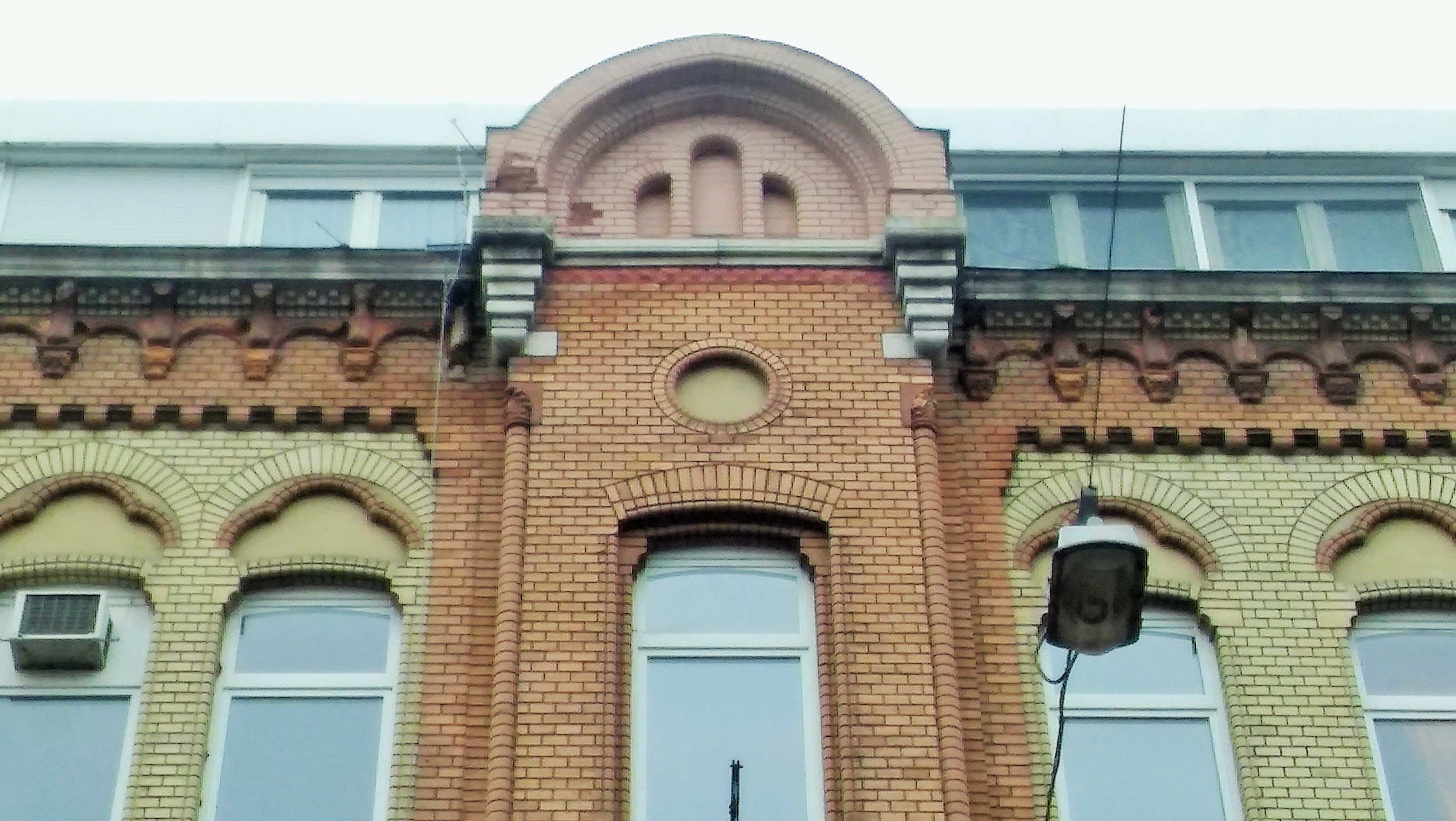
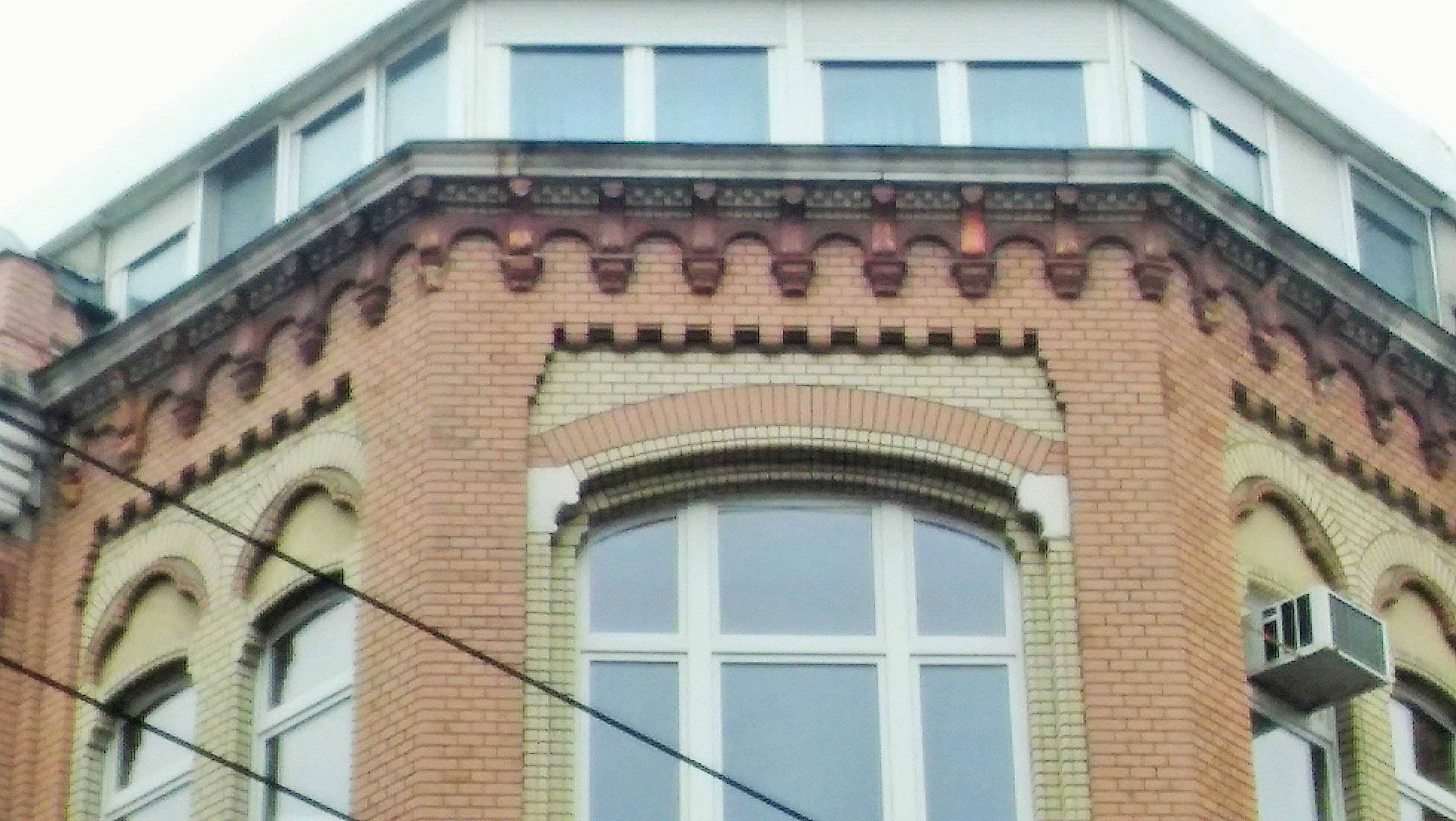
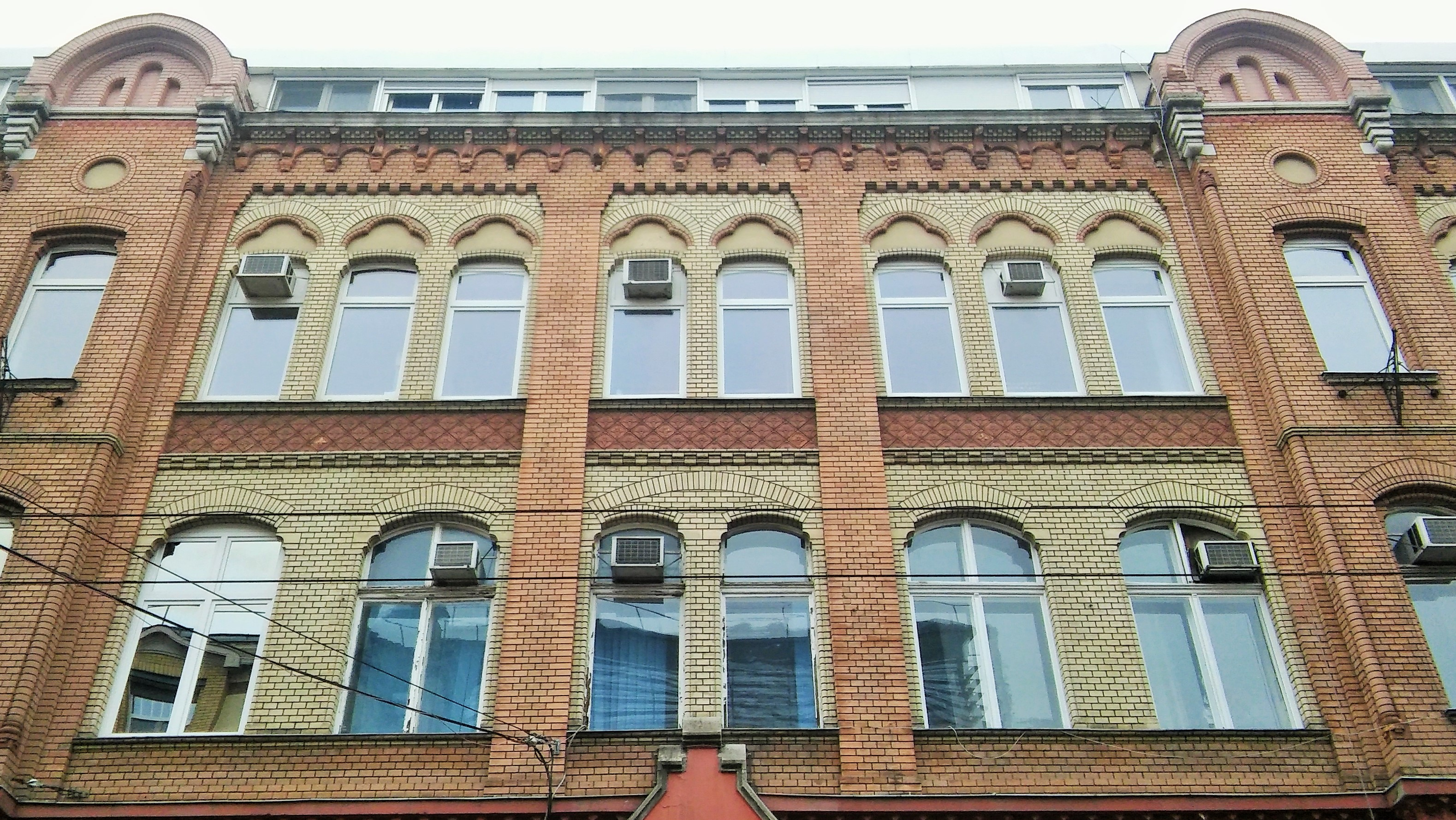
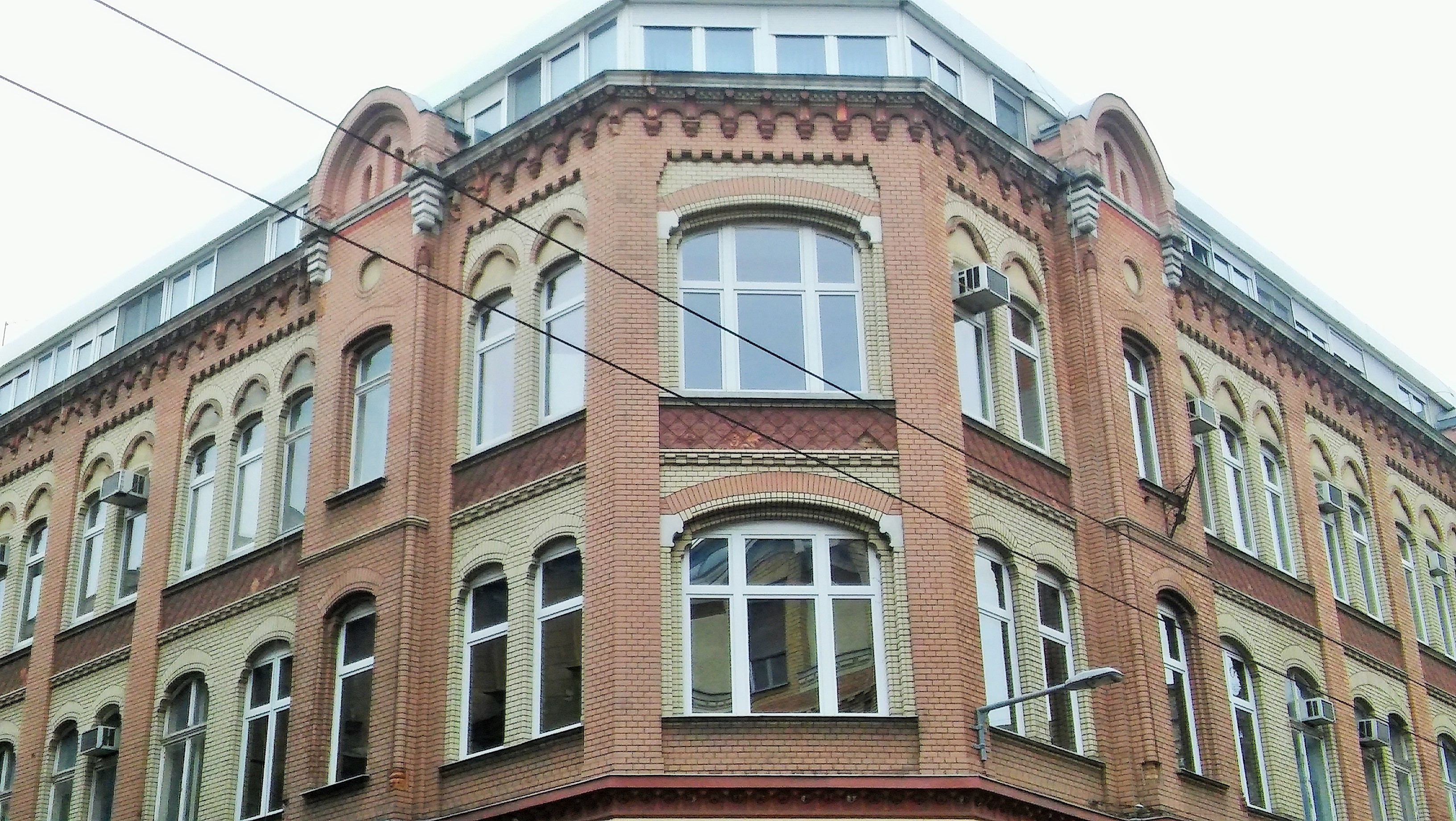

## Egyéb szakirodalom
- Pestessy József: Józsefvárosi orvosok, kórházak, klinikák, Budapest Józsefvárosi Önkormányzat, Budapest, 2002